# Okres Rokycany

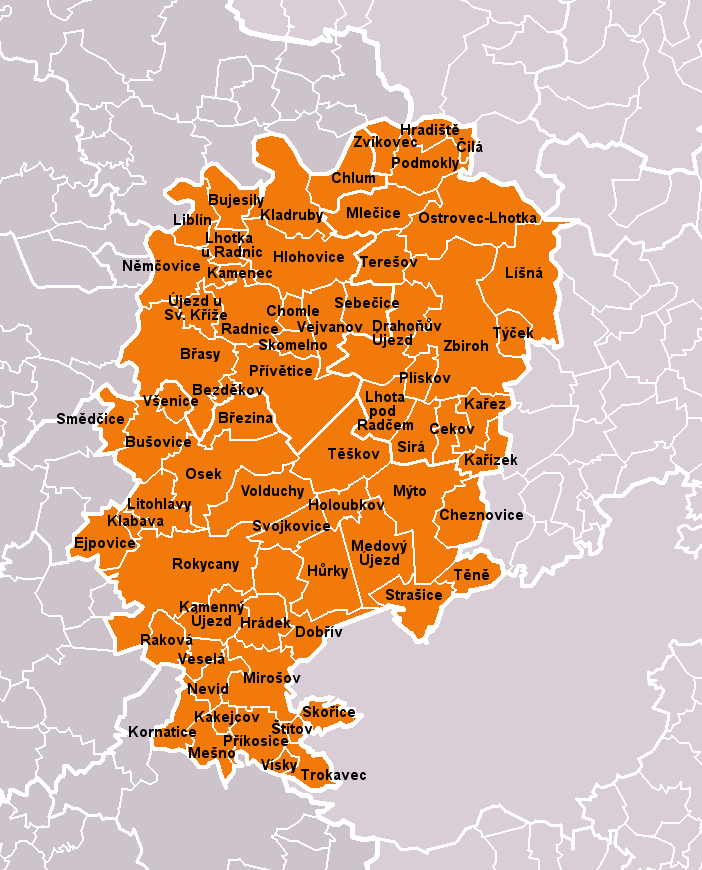
Städte und Gemeinden des Bezirks

 Okres Rokycany (deutsch: Bezirk Rokitzan) liegt im östlichen Teil des Plzeňský kraj. Die Fläche beträgt 575 km² auf der rund 46.000 Einwohner in 68 Gemeinden leben, davon ein Drittel alleine in der Bezirksstadt Rokycany.
Im Bezirk wurden einige kleinflächige Naturreservate ausgerufen. Daneben kann man auch einige Sehenswürdigkeiten bewundern, wie
- das technische Denkmal Wasserhammer, erbaut 1505 und die schwedische Brücke in Dobřív.
- zum Kulturdenkmal ausgerufenes Zentrum der Stadt Rokycany mit vielen historischen Denkmälern wie der barocke Marktbrunnen (1827), das Rathaus mit Bildern von Alfons Mucha, die gotische Kirche P. M Sněžné, erbaut von J.Palliardi, die paläontologische Sammlung im Museum.
- die Stadt Radnice, die in enger Verbindung zu den Geschlechtern Rožmberk und Štemberk steht und in der sich die besterhaltene Synagoge im Kreis befindet.
- Zbiroh mit einer gotischen Burg, die 1594 zu einem Renaissance-Schloss umgebaut wurde.
- der Wasserfluss des Zbirožský potok und der Fluss Berounka mit der Ruine der Burg Libštejn.
- das Biosphärenreservat Křivoklátsko.

Rokycansko wird jährlich von 21.000 Menschen besucht, davon sind die Hälfte Ausländer, die im Schnitt 4,2 Tage in 39 Beherbergungsbetrieben verweilen.
Neben Getreide werden Hopfen, Kartoffeln und Obst (Äpfel) angebaut, in der Viehzucht spielen vor allem Rind, Schweine- und Geflügelhaltung eine Rolle. Forst- und Fischwirtschaft werden meist von einigen Großunternehmen betrieben. Im verarbeitenden Gewerbe überwiegen Metallverarbeitung, Maschinenbau, Fahrradbau, Herstellung landwirtschaftlicher Maschinen, Automobilzulieferer, Gummi- und Papierindustrie sowie Lebensmittelproduktion. In dem Bezirk spielte bei Naturrohstoffen bis 1987 die Förderung von Schwarzkohle und Eisenerze eine Rolle. Heute werden nur noch Baustoffe wie Sand und Schotter abgebaut. Von den etwa 12.000 Beschäftigten arbeiten 48 % in der Industrie, 11 % in der Landwirtschaft und knapp 3 % auf dem Bau. Der Durchschnittslohn beträgt 13.596 Kronen, die Arbeitslosigkeit liegt bei 7,4 %.

## Städte und Gemeinden
Bezděkov – Břasy – Březina – Bujesily – Bušovice – Cekov – Čilá – Dobřív – Drahoňův Újezd – Ejpovice – Hlohovice – Holoubkov – Hrádek – Hradiště – Hůrky – Cheznovice – Chlum – Chomle – Kakejcov – Kamenec – Kamenný Újezd – Kařez – Kařízek – Klabava – Kladruby – Kornatice – Lhota pod Radčem – Lhotka u Radnic – Liblín – Líšná – Litohlavy – Medový Újezd – Mešno – Mirošov – Mlečice – Mýto – Němčovice – Nevid – Osek – Ostrovec-Lhotka – Plískov – Podmokly – Příkosice – Přívětice – Radnice – Raková – Rokycany – Sebečice – Sirá – Skomelno – Skořice – Smědčice – Strašice – Svojkovice – Štítov – Těně – Terešov – Těškov – Trokavec – Týček – Újezd u Svatého Kříže – Vejvanov – Veselá – Vísky – Volduchy – Všenice – Zbiroh – Zvíkovec